# Llista d'asteroides/164901-165000
| Nom      | Designació provisional | Data de descobriment   | Lloc de descobriment | Descobridor/s |
| -------- | ---------------------- | ---------------------- | -------------------- | ------------- |
| 164901 - | 1999 VK181             | 9 de novembre de 1999  | Socorro              | LINEAR        |
| 164902 - | 1999 VT190             | 15 de novembre de 1999 | Socorro              | LINEAR        |
| 164903 - | 1999 VP225             | 5 de novembre de 1999  | Socorro              | LINEAR        |
| 164904 - | 1999 WP2               | 26 de novembre de 1999 | Višnjan Observatory  | K. Korlević   |
| 164905 - | 1999 WU9               | 30 de novembre de 1999 | Oizumi               | T. Kobayashi  |
| 164906 - | 1999 WY15              | 29 de novembre de 1999 | Kitt Peak            | Spacewatch    |
| 164907 - | 1999 WL17              | 30 de novembre de 1999 | Kitt Peak            | Spacewatch    |
| 164908 - | 1999 XC3               | 4 de desembre de 1999  | Catalina             | CSS           |
| 164909 - | 1999 XO4               | 4 de desembre de 1999  | Catalina             | CSS           |
| 164910 - | 1999 XL10              | 5 de desembre de 1999  | Catalina             | CSS           |
| 164911 - | 1999 XB13              | 5 de desembre de 1999  | Socorro              | LINEAR        |
| 164912 - | 1999 XP15              | 5 de desembre de 1999  | Višnjan Observatory  | K. Korlević   |
| 164913 - | 1999 XK32              | 6 de desembre de 1999  | Socorro              | LINEAR        |
| 164914 - | 1999 XV37              | 7 de desembre de 1999  | Dynic                | A. Sugie      |
| 164915 - | 1999 XC38              | 6 de desembre de 1999  | Gnosca               | S. Sposetti   |
| 164916 - | 1999 XV38              | 5 de desembre de 1999  | Socorro              | LINEAR        |
| 164917 - | 1999 XF41              | 7 de desembre de 1999  | Socorro              | LINEAR        |
| 164918 - | 1999 XR41              | 7 de desembre de 1999  | Socorro              | LINEAR        |
| 164919 - | 1999 XD44              | 7 de desembre de 1999  | Socorro              | LINEAR        |
| 164920 - | 1999 XL46              | 7 de desembre de 1999  | Socorro              | LINEAR        |
| 164921 - | 1999 XW57              | 7 de desembre de 1999  | Socorro              | LINEAR        |
| 164922 - | 1999 XZ72              | 7 de desembre de 1999  | Socorro              | LINEAR        |
| 164923 - | 1999 XC77              | 7 de desembre de 1999  | Socorro              | LINEAR        |
| 164924 - | 1999 XS77              | 7 de desembre de 1999  | Socorro              | LINEAR        |
| 164925 - | 1999 XN79              | 7 de desembre de 1999  | Socorro              | LINEAR        |
| 164926 - | 1999 XL87              | 7 de desembre de 1999  | Socorro              | LINEAR        |
| 164927 - | 1999 XO92              | 7 de desembre de 1999  | Socorro              | LINEAR        |
| 164928 - | 1999 XQ99              | 7 de desembre de 1999  | Socorro              | LINEAR        |
| 164929 - | 1999 XK102             | 7 de desembre de 1999  | Socorro              | LINEAR        |
| 164930 - | 1999 XZ111             | 7 de desembre de 1999  | Socorro              | LINEAR        |
| 164931 - | 1999 XO113             | 11 de desembre de 1999 | Socorro              | LINEAR        |
| 164932 - | 1999 XW115             | 5 de desembre de 1999  | Catalina             | CSS           |
| 164933 - | 1999 XJ124             | 7 de desembre de 1999  | Catalina             | CSS           |
| 164934 - | 1999 XV125             | 7 de desembre de 1999  | Catalina             | CSS           |
| 164935 - | 1999 XR126             | 7 de desembre de 1999  | Catalina             | CSS           |
| 164936 - | 1999 XX128             | 12 de desembre de 1999 | Socorro              | LINEAR        |
| 164937 - | 1999 XW145             | 7 de desembre de 1999  | Kitt Peak            | Spacewatch    |
| 164938 - | 1999 XU151             | 7 de desembre de 1999  | Kitt Peak            | Spacewatch    |
| 164939 - | 1999 XT155             | 8 de desembre de 1999  | Socorro              | LINEAR        |
| 164940 - | 1999 XZ155             | 8 de desembre de 1999  | Socorro              | LINEAR        |
| 164941 - | 1999 XQ168             | 10 de desembre de 1999 | Socorro              | LINEAR        |
| 164942 - | 1999 XE170             | 10 de desembre de 1999 | Socorro              | LINEAR        |
| 164943 - | 1999 XS176             | 10 de desembre de 1999 | Socorro              | LINEAR        |
| 164944 - | 1999 XU177             | 10 de desembre de 1999 | Socorro              | LINEAR        |
| 164945 - | 1999 XD183             | 12 de desembre de 1999 | Socorro              | LINEAR        |
| 164946 - | 1999 XF192             | 12 de desembre de 1999 | Socorro              | LINEAR        |
| 164947 - | 1999 XN201             | 12 de desembre de 1999 | Socorro              | LINEAR        |
| 164948 - | 1999 XQ229             | 7 de desembre de 1999  | Catalina             | CSS           |
| 164949 - | 1999 XF231             | 7 de desembre de 1999  | Catalina             | CSS           |
| 164950 - | 1999 XC234             | 4 de desembre de 1999  | Anderson Mesa        | LONEOS        |
| 164951 - | 1999 XM242             | 13 de desembre de 1999 | Socorro              | LINEAR        |
| 164952 - | 1999 XM243             | 3 de desembre de 1999  | Anderson Mesa        | LONEOS        |
| 164953 - | 1999 XP252             | 12 de desembre de 1999 | Kitt Peak            | Spacewatch    |
| 164954 - | 1999 YW3               | 19 de desembre de 1999 | Socorro              | LINEAR        |
| 164955 - | 1999 YA11              | 27 de desembre de 1999 | Kitt Peak            | Spacewatch    |
| 164956 - | 1999 YZ13              | 27 de desembre de 1999 | Kitt Peak            | Spacewatch    |
| 164957 - | 1999 YW22              | 31 de desembre de 1999 | Anderson Mesa        | LONEOS        |
| 164958 - | 2000 AM3               | 2 de gener de 2000     | Socorro              | LINEAR        |
| 164959 - | 2000 AS8               | 2 de gener de 2000     | Socorro              | LINEAR        |
| 164960 - | 2000 AW13              | 3 de gener de 2000     | Socorro              | LINEAR        |
| 164961 - | 2000 AH16              | 3 de gener de 2000     | Socorro              | LINEAR        |
| 164962 - | 2000 AO27              | 3 de gener de 2000     | Socorro              | LINEAR        |
| 164963 - | 2000 AW29              | 3 de gener de 2000     | Socorro              | LINEAR        |
| 164964 - | 2000 AT30              | 3 de gener de 2000     | Socorro              | LINEAR        |
| 164965 - | 2000 AZ39              | 3 de gener de 2000     | Socorro              | LINEAR        |
| 164966 - | 2000 AM44              | 5 de gener de 2000     | Kitt Peak            | Spacewatch    |
| 164967 - | 2000 AO51              | 4 de gener de 2000     | Socorro              | LINEAR        |
| 164968 - | 2000 AS52              | 4 de gener de 2000     | Socorro              | LINEAR        |
| 164969 - | 2000 AK53              | 4 de gener de 2000     | Socorro              | LINEAR        |
| 164970 - | 2000 AV53              | 4 de gener de 2000     | Socorro              | LINEAR        |
| 164971 - | 2000 AV61              | 4 de gener de 2000     | Socorro              | LINEAR        |
| 164972 - | 2000 AM62              | 4 de gener de 2000     | Socorro              | LINEAR        |
| 164973 - | 2000 AU68              | 5 de gener de 2000     | Socorro              | LINEAR        |
| 164974 - | 2000 AO78              | 5 de gener de 2000     | Socorro              | LINEAR        |
| 164975 - | 2000 AO117             | 5 de gener de 2000     | Socorro              | LINEAR        |
| 164976 - | 2000 AJ118             | 5 de gener de 2000     | Socorro              | LINEAR        |
| 164977 - | 2000 AA123             | 5 de gener de 2000     | Socorro              | LINEAR        |
| 164978 - | 2000 AH143             | 5 de gener de 2000     | Socorro              | LINEAR        |
| 164979 - | 2000 AK152             | 8 de gener de 2000     | Socorro              | LINEAR        |
| 164980 - | 2000 AW152             | 8 de gener de 2000     | Socorro              | LINEAR        |
| 164981 - | 2000 AT167             | 8 de gener de 2000     | Socorro              | LINEAR        |
| 164982 - | 2000 AL171             | 7 de gener de 2000     | Socorro              | LINEAR        |
| 164983 - | 2000 AE178             | 7 de gener de 2000     | Socorro              | LINEAR        |
| 164984 - | 2000 AF193             | 8 de gener de 2000     | Socorro              | LINEAR        |
| 164985 - | 2000 AN207             | 3 de gener de 2000     | Kitt Peak            | Spacewatch    |
| 164986 - | 2000 AE219             | 8 de gener de 2000     | Kitt Peak            | Spacewatch    |
| 164987 - | 2000 AE234             | 5 de gener de 2000     | Socorro              | LINEAR        |
| 164988 - | 2000 AK239             | 6 de gener de 2000     | Socorro              | LINEAR        |
| 164989 - | 2000 AE247             | 2 de gener de 2000     | Socorro              | LINEAR        |
| 164990 - | 2000 BB2               | 27 de gener de 2000    | Kitt Peak            | Spacewatch    |
| 164991 - | 2000 BQ8               | 29 de gener de 2000    | Socorro              | LINEAR        |
| 164992 - | 2000 BX8               | 29 de gener de 2000    | Socorro              | LINEAR        |
| 164993 - | 2000 BW9               | 26 de gener de 2000    | Kitt Peak            | Spacewatch    |
| 164994 - | 2000 BK13              | 29 de gener de 2000    | Kitt Peak            | Spacewatch    |
| 164995 - | 2000 BR16              | 30 de gener de 2000    | Socorro              | LINEAR        |
| 164996 - | 2000 BS17              | 30 de gener de 2000    | Socorro              | LINEAR        |
| 164997 - | 2000 BW24              | 29 de gener de 2000    | Socorro              | LINEAR        |
| 164998 - | 2000 BO25              | 30 de gener de 2000    | Socorro              | LINEAR        |
| 164999 - | 2000 BS25              | 30 de gener de 2000    | Socorro              | LINEAR        |
| 165000 - | 2000 BS31              | 27 de gener de 2000    | Kitt Peak            | Spacewatch    |